# Benjamin Stasiulis
Benjamin Stasiulis (ur. 20 lipca 1986 w Miluzie) – francuski pływak specjalizujący się w stylu grzbietowym.
Brązowy medalista mistrzostw Europy z Budapesztu na dystansie 200 m stylem grzbietowym, brązowy medalista mistrzostw Europy na krótkim basenie w Stambule w sztafecie 4 × 50 m stylem zmiennym oraz srebrny i brązowy medalista z Chartres na 100 i 200 m stylem grzbietowym.
Uczestnik igrzysk olimpijskich z Pekinu na 100 m grzbietem i w sztafecie 4 × 100 m stylem zmiennym oraz z Londynu na 100 i 200 m stylem grzbietowym.